# Denton (Texas)
Denton er en amerikansk by og administrativt centrum for det amerikanske county Denton i staten Texas. I 2000 havde byen et indbyggertal på 5.201.

## Ekstern henvisning
- Dentons hjemmeside Arkiveret 2. december 1998 hos  Wayback Machine (engelsk)

33°12′59″N 97°7′45″V / 33.21639°N 97.12917°V